# Kalender von Delos
Der Kalender von Delos ist ein griechischer Kalender aus der ionischen Kalendergruppe, der auf der Kykladeninsel Delos in Gebrauch war.
Die Kalenderdaten sind von einer 1878 von Théophile Homolle entdeckten Inschrift aus dem Jahr 270/69 v. Chr. vollständig bekannt. Die Inschrift enthält von Anfang des Jahres beginnend alle Monatsnamen in der richtigen Reihenfolge. Der Monat Panemos ist zudem als Schaltmonat bezeugt.
Als Referenzkalender zur Verortung der Monate im Jahr dient als am besten bekannter ionischer Kalender der attische Kalender. Dem Hekatombaion entspricht im julianischen Kalender ungefähr der Monat Juli.
| Kalender von Delos          | Attischer Kalender |
| --------------------------- | ------------------ |
| Hekatombaion (Ἑκατομβαιών)  | Hekatombaion       |
| Metageitnion (Μεταγειτνιών) | Metageitnion       |
| Buphonion (Βουφονιών)       | Boëdromion         |
| Apaturion (Ἀπατουριών)      | Pyanopsion         |
| Aresion (Ἀρησιών)           | Maimakterion       |
| Posideon (Ποσιδεών)         | Poseideon          |
| Lenaion (Ληναιών)           | Gamelion           |
| Hieros (Ἱερός)              | Anthesterion       |
| Galaxion (Γαλαξιών)         | Elaphebolion       |
| Artemision (Ἀρτεμισιών)     | Munichion          |
| Targelion (Ταργηλιών)       | Thargelion         |
| Panemos (Πάνημος)           | Skirophorion       |